# 永野愛理のあれか、これか
『永野愛理のあれか、これか』は、声優の永野愛理がパーソナリティを務める全編動画付きのバラエティ声優番組。

## 番組概要
放送時間
ニコニコ生放送
- 隔週木曜日 21:00 - 22:00

パーソナリティ
- 永野愛理